# أبجدية مالطية

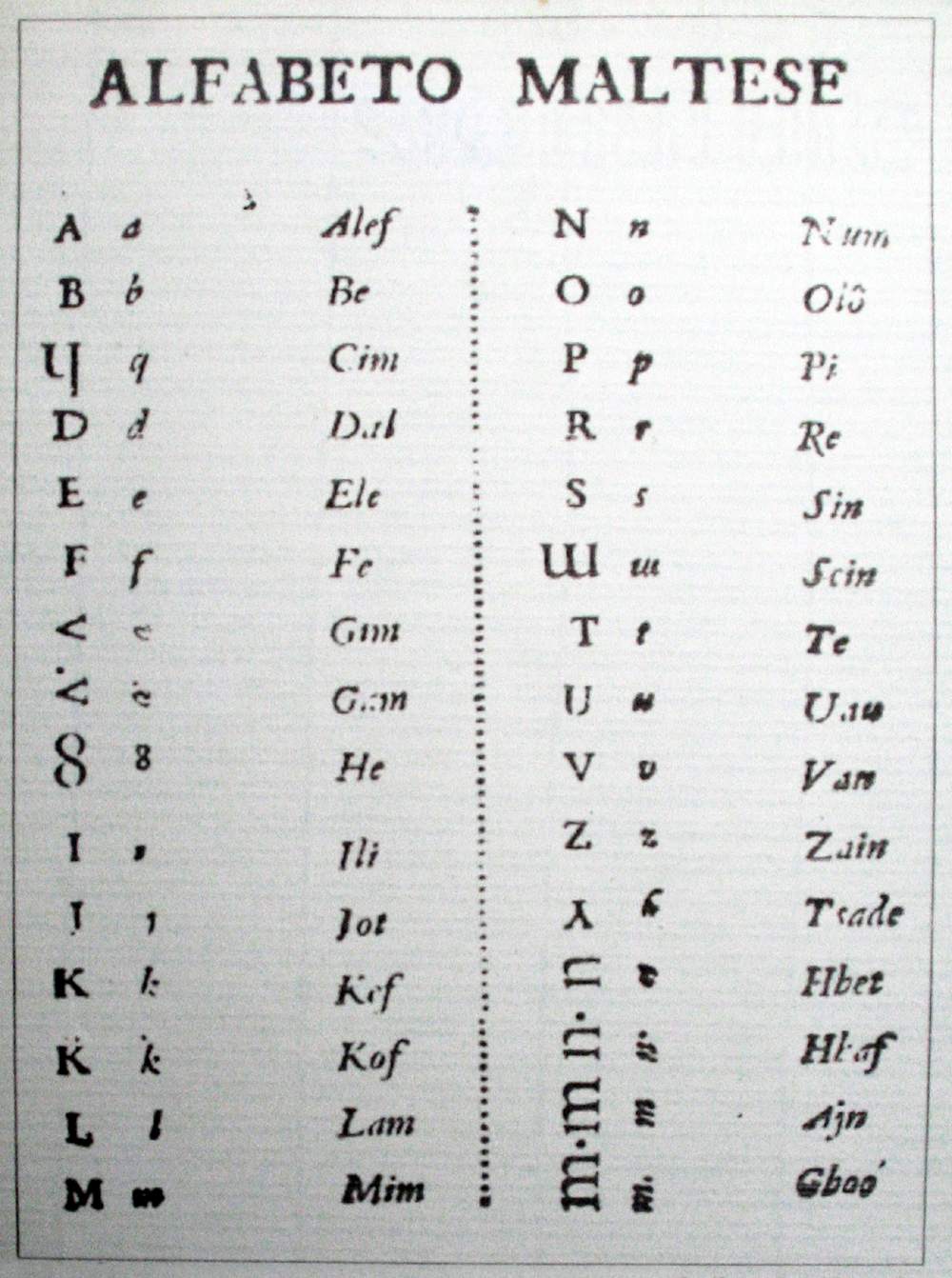

الأبجدية المالطية، هي أبجدية تستخدم لكتابة اللغة المالطية.

## أبجدية لاتينية للغة سامية
هذا هو المثال الوحيد لأبجدية تسمح بكتابة لغة سامية تقوم على الأبجدية اللاتينية الحديثة. لهذا، فإنه يشمل، بالإضافة إلى الحروف الأبجدية اللاتينية، حروفا مشكلةً للتعبير بشكل صحيح قدر الإمكان عن اللوافظ، والأصوات والترانيم السامية.

## تاريخ
استغرق الأمر حوالي قرنين من الزمان وأكثر من اثني عشر إصدارا مختلفا لتثبيت الأبجدية الحالية رسميا في 1 يناير 1934. إن إنشاء هذه الأبجدية أمر ضروري لكي لا تكون اللغة المالطية لغة المنطوقة فقط.

## صعوبات إنشاء الأبجدية
وقد واجه هذا الإنشاء العديد من الصعوبات: من الناحية التقنية لتكييف الأبجدية اللاتينية في لغة سامية؛ من الناحية السياسية، وفي هذا المجال من الكتابة اشتبك الاستقلاليون المالطيون، أنصار المطامع الإيطالية والاحتلال الإنجليزي.
وأخيرا، كان هناك تعارض بين الأديان والتقاليد أيضا حول هذا الموضوع، والبعض ليسوا على استعداد للاعتراف بأصل اللغة العربية.
ويرجع ذلك أساسا إلى إرادة عدد قليل من العلماء المالطيين لإنشاء هذه الأبجدية.

## حروف الأبجدية
تتكون الأبجدية المالطية من 25 حرفا يكون 30 روسماً
أبجدية غير مذيّلة :

A a, B b, Ċ ċ, D d, E e, F f, Ġ ġ, G g, GĦ għ, H h, Ħ ħ, I i, IE ie, J j, K k,
L l, M m, N n, O o, P p, Q q, R r, S s, T t, U u, V v, W w, X x, Z z, Ż ż

أبجدية مذيّلة :

A a, B b, Ċ ċ, D d, E e, F f, Ġ ġ, G g, GĦ għ, H h, Ħ ħ, I i, IE ie, J j, K k,
L l, M m, N n, O o, P p, Q q, R r, S s, T t, U u, V v, W w, X x, Z z, Ż ż